# معاهدة جاندماك

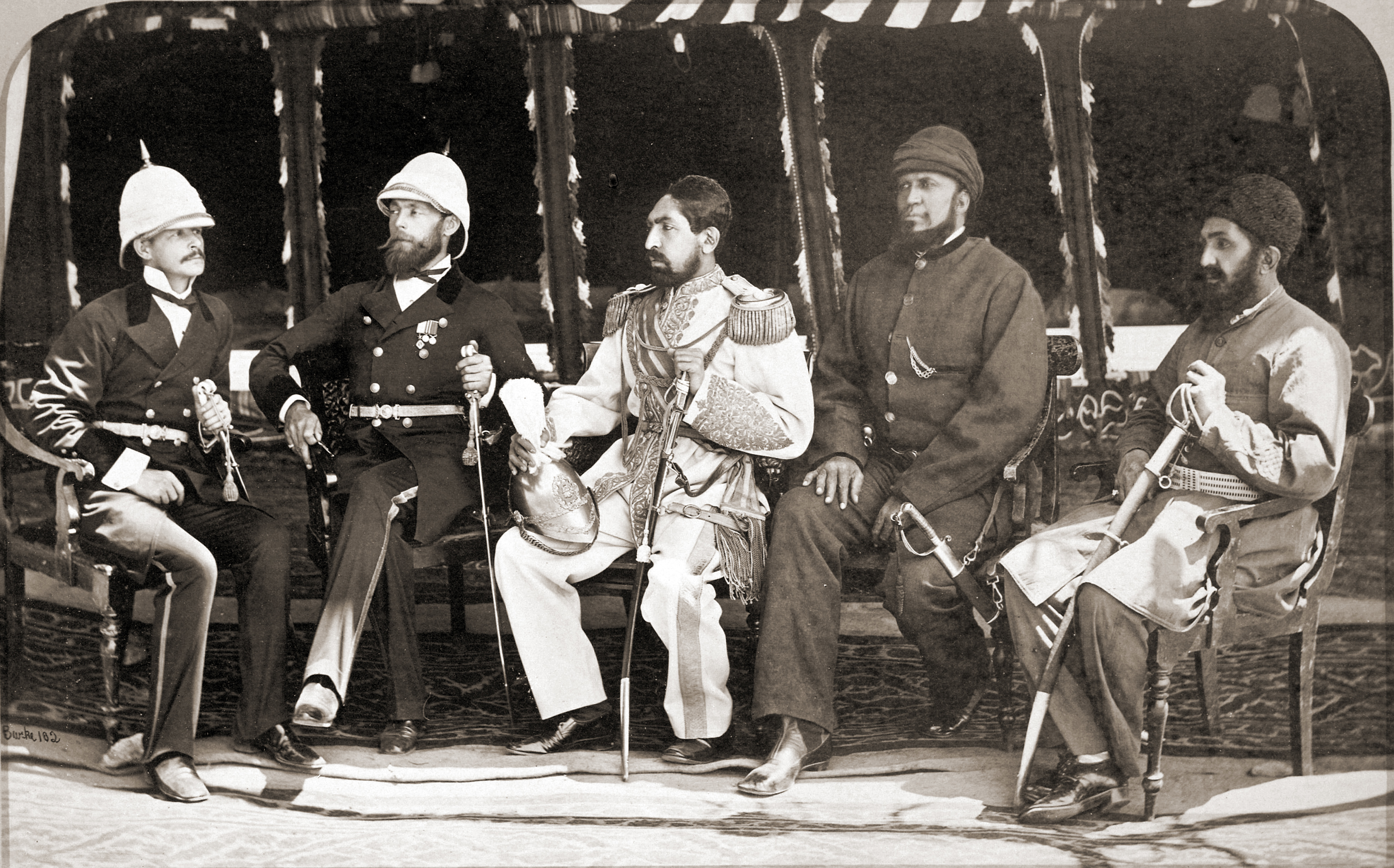
محمد يعقوب خان ملك أفغانستان (في الوسط) مع السير البريطاني بيار كافاناري في جاندماك، أفغانستان يوم 26 أيار/ مايو 1879.

معاهدة جاندماك (بالبشتوية: د گندمك تړون ؛ بالإنجليزية: Treaty of Gandamak) هي معاهدة وُقّعت بين إمارة أفغانستان وحكومة الهند البريطانية عام 1879، أنهت رسميًا المرحلة الأولى من الحرب الإنجليزية الأفغانية الثانية، وفقدت أفغانستان بموجبها مساحات شاسعة من أراضيها لصالح الراج البريطاني منعًا لاستيلاء الأخير على أراضِ أخرى من البلاد.
تم توقيع المعاهدة في 26 أيار/ مايو 1879 بين الأمير الأفغاني محمد يعقوب خان و السير بيار كافاناري عن حكومة الهند البريطانية في مخيم تابع للجيش البريطاني يقع بالقرب من قرية جاندماك الأفغانية، حوالي 113 كم (70 ميل) إلى الشرق من كابول، حيث قبل الأمير إشراف بريطانيا على العلاقات الخارجية مقابل إعانة سنوية تقدمها بريطانيا إلى أفغانستان تقدر بحوالي 60,000 جنيه إسترليني. ظلت بريطانيا منذ 1880 وحتى 1920 تتبع سياسة الإشراف غير المباشر على كل شؤون أفغانستان، وكان يحرم على أفغانستان أثناء استلامها للمساعدة المادية من حكومة الهند البريطانية أن تتعامل مع أية قوة أخرى باستثناء بريطانيا.